# Alpenliga 1998/99
Die Saison 1998/99 war die siebte und letzte Austragung der Alpenliga im Eishockey. Insgesamt nahmen 16 Mannschaften aus den Staaten Österreich, Italien und Slowenien teil. Titelverteidiger war die VEU Feldkirch, die sich in dieser Saison zum vierten Mal in Folge die Meisterschaft sichern konnte.

## Teilnehmerfeld und Modus
Nachdem die italienischen Teams im Vorjahr nicht teilgenommen hatten und daher die Saison 1997/98 nur mit neun Mannschaften ausgetragen worden war, konnte das Teilnehmerfeld mit deren Rückkehr wieder auf sechzehn Teams aufgestockt werden. Mit dabei war ursprünglich auch der EHC Graz, der Nachfolger des im Vorjahr in Konkurs gegangenen EC Graz. Diesem war jedoch nur eine kurze Lebenszeit beschieden, da er im Dezember noch während des Grunddurchgangs dem Weg seines Vorgängers folgte.
Im Grunddurchgang wurde zunächst eine einfache Hin- und Rückrunde gespielt, was für jede Mannschaft dreißig Spiele ergab. Die besten acht der 16 Mannschaften qualifizierten sich für eine Zwischenrunde, die in Form von zwei Turnieren mit je vier Teilnehmern in Bozen bzw. Feldkirch ausgespielt wurde. Es folgte eine Pause, in welcher die jeweiligen nationalen Meisterschaften ausgespielt wurden. Im Anschluss daran trugen die beiden Gruppenersten das Finale aus. Hierbei zählten zunächst die Siege, bei Gleichstand das Torverhältnis.

## Entwicklungen nach der Saison
In der Saison 1998/99 wurde die Alpenliga zum letzten Mal ausgetragen. Obwohl durchaus erfolgreich haderte die Liga ihre gesamte Existenz hindurch mit einigen Problemen. So war von den Fans oft kritisiert worden, dass einige der teilnehmenden Clubs nicht die Anforderungen für eine Liga dieses Formats erfüllten, was insbesondere für einige der italienischen Clubs zutraf. Außerdem wurde die mangelnde Bedeutung der Liga bemängelt, da sie nur als Vorgeplänkel für die im Anschluss stattfindenden nationalen Meisterschaften diente, in denen meist in wesentlich kleinerem Rahmen die staatlichen Meistertitel ausgespielt wurden (in der vorstehenden Saison wurde nur das Finale nach den nationalen Ligen ausgetragen). Als auch die italienischen Clubs verkündeten, nicht mehr für eine weitere Saison zur Verfügung zu stehen, wurde die Alpenliga endgültig aufgelöst.
Österreich und Slowenien hielten jedoch an dem Konzept einer länderübergreifenden Liga fest und gründeten für die Saison 1999/2000 zusammen mit einigen ungarischen Clubs die Interliga, an der Österreich jedoch nur für eine Saison teilnahm, da im Anschluss das Ligensystem in Österreich reformiert wurde (siehe Eishockey-Bundesliga (Österreich) 2000/01). Die Interliga konnte für einige Jahre einen relativ großen Stellenwert im osteuropäischen Eishockey behalten, ehe sie 2007 aufgelöst wurde.

## Grunddurchgang

### Tabelle
| Platz | Team                  | Sp | S  | OTS | OTN | N  | Tore    | Diff. | Pkt |
| ----- | --------------------- | -- | -- | --- | --- | -- | ------- | ----- | --- |
| 1     | EC VSV                | 30 | 27 | 0   | 0   | 3  | 197:071 | +128  | 57  |
| 2     | EC KAC                | 30 | 23 | 1   | 0   | 6  | 169:082 | +87   | 48  |
| 3     | WEV Wien              | 30 | 21 | 1   | 2   | 6  | 164:089 | +75   | 46  |
| 4     | VEU Feldkirch         | 30 | 22 | 1   | 0   | 7  | 154:080 | +74   | 46  |
| 5     | HC Bozen              | 30 | 19 | 0   | 1   | 10 | 166:113 | +53   | 39  |
| 6     | WSV Sterzing Broncos  | 30 | 15 | 3   | 1   | 11 | 132:131 | +1    | 37  |
| 7     | HK Olimpija Ljubljana | 30 | 14 | 2   | 2   | 12 | 158:115 | +43   | 34  |
| 8     | HC Meran              | 30 | 16 | 0   | 2   | 12 | 150:129 | +21   | 34  |
| 9     | Asiago Hockey         | 30 | 15 | 1   | 1   | 13 | 133:136 | −3    | 33  |
| 10    | SG Cortina-Milano     | 30 | 13 | 1   | 2   | 14 | 119:136 | −17   | 30  |
| 11    | HK Jesenice           | 30 | 9  | 4   | 1   | 16 | 089:109 | −20   | 27  |
| 12    | HC Alleghe            | 30 | 6  | 2   | 3   | 19 | 106:161 | −55   | 19  |
| 13    | SHC Fassa             | 30 | 5  | 3   | 2   | 20 | 096:144 | −48   | 18  |
| 14    | EV Bruneck            | 30 | 5  | 2   | 3   | 20 | 091:181 | −90   | 17  |
| 15    | HK Bled               | 30 | 4  | 1   | 0   | 25 | 055:189 | −134  | 10  |
| 16    | HC Courmaosta         | 30 | 4  | 0   | 2   | 24 | 095:208 | −113  | 10  |

## Playoffs

### Gruppenphase
Gruppe A (ausgetragen in Bozen)
| Platz | Team                 | Sp | S | OTS | OTN | N | Tore  | Diff. | Pkt |
| ----- | -------------------- | -- | - | --- | --- | - | ----- | ----- | --- |
| 1     | HC Bozen             | 3  | 2 | 0   | 1   | 0 | 14:08 | +6    | 5   |
| 2     | EC VSV               | 3  | 2 | 0   | 0   | 1 | 19:08 | +11   | 4   |
| 3     | HC Meran             | 3  | 1 | 1   | 0   | 1 | 12:11 | +1    | 4   |
| 4     | WSV Sterzing Broncos | 3  | 0 | 0   | 0   | 3 | 04:22 | −18   | 0   |

Gruppe B (ausgetragen in Feldkirch)
| Platz | Team                  | Sp | S | OTS | OTN | N | Tore  | Diff. | Pkt |
| ----- | --------------------- | -- | - | --- | --- | - | ----- | ----- | --- |
| 1     | VEU Feldkirch         | 3  | 2 | 0   | 1   | 0 | 12:08 | +4    | 5   |
| 2     | EC KAC                | 3  | 2 | 0   | 0   | 1 | 10:04 | +6    | 4   |
| 3     | WEV                   | 3  | 1 | 0   | 0   | 2 | 06:12 | −6    | 2   |
| 4     | HK Olimpija Ljubljana | 3  | 0 | 1   | 0   | 2 | 07:11 | −4    | 2   |

### Finale
| 12. April 1999 | HC Bozen | 0:4 (0:2, 0:1, 0:1) | VEU Feldkirch |  |

| 14. April 1999 | VEU Feldkirch | 6:0 (2:0, 0:0, 4:0) | HC Bozen |  |

Mit zwei deutlichen Siegen ohne Gegentor sicherte sich die VEU Feldkirch den vierten Meistertitel in Folge.

## Kader des Alpenliga-Meisters
| Alpenliga-Meister VEU Feldkirch | Torhüter: Erik Granqvist, Reinhard Divis, Bruno Campese, Leif Berggren Verteidiger: Dominic Lavoie, Patrik Aronsson, Niklas Gällstedt, Michael Lampert, Erik Ryman, Kjell Samuelsson, Patrik Lundback Angreifer: Daniel Gauthier, Simon Wheeldon, Jonas Bergqvist, Rick Nasheim, Tomaž Vnuk, Gerhard Puschnik, Tomas Strandberg, Nik Zupančič, Andreas Loth, Bernd Schmidle, Fritz Gansler, Wolfgang Strauss, Christian Perthaler, Klaus Tschemernjak, Konrad Dorn, Walter Fussi, Bengt-Åke Gustafsson (Spielertrainer), Mike Rossi |

## Statistiken
| Topscorer | Topscorer         | Topscorer | Topscorer | Topscorer | Topscorer | Topscorer | Topscorer |
| Pos       | Spieler           | Team      | Sp        | T         | V         | Pkt       | SM        |
| --------- | ----------------- | --------- | --------- | --------- | --------- | --------- | --------- |
| 1         | Marty Murray      | VSV       | 33        | 26        | 41        | 67        | 12        |
| 2         | Richard Laplante  | Meran     | 32        | 21        | 41        | 62        | 22        |
| 3         | Gino Cavallini    | VSV       | 33        | 28        | 31        | 59        | 32        |
| 4         | Daniel Gauthier   | Feldkirch | 34        | 24        | 33        | 57        | 16        |
| 5         | Igor Maslennikow  | Bozen     | 26        | 23        | 34        | 57        | 26        |
| 6         | Martin Pavlu      | Bozen     | 35        | 19        | 38        | 57        | 46        |
| 7         | Stefan Nilsson    | KAC       | 33        | 10        | 47        | 57        | 38        |
| 8         | Dmitri Kwartalnow | KAC       | 32        | 34        | 21        | 55        | 18        |
| 9         | Jegor Baschkatow  | WEV       | 33        | 23        | 30        | 53        | 16        |
| 10        | Ivo Jan           | Ljubljana | 29        | 38        | 14        | 52        | 40        |
| 11        | Reggie Savage     | Asiago    | 27        | 25        | 27        | 52        | 69        |
| 11        | Jean-Yves Roy     | VSV       | 29        | 25        | 27        | 52        | 26        |
| 11        | Ray Podloski      | VSV       | 33        | 25        | 27        | 52        | 4         |
| 14        | Sergei Wostrikow  | Bozen     | 28        | 28        | 24        | 51        | 61        |
| 15        | Anthony Iob       | Asiago    | 27        | 20        | 31        | 51        | 67        |

| Torhüter (mind. 1.000 Spielminuten) | Torhüter (mind. 1.000 Spielminuten) | Torhüter (mind. 1.000 Spielminuten) | Torhüter (mind. 1.000 Spielminuten) | Torhüter (mind. 1.000 Spielminuten) | Torhüter (mind. 1.000 Spielminuten) | Torhüter (mind. 1.000 Spielminuten) | Torhüter (mind. 1.000 Spielminuten) | Torhüter (mind. 1.000 Spielminuten) | Torhüter (mind. 1.000 Spielminuten) |
| Pos                                 | Spieler                             | Team                                | Sp                                  | Min                                 | GT                                  | GTS                                 | SO                                  | V                                   | SM                                  |
| ----------------------------------- | ----------------------------------- | ----------------------------------- | ----------------------------------- | ----------------------------------- | ----------------------------------- | ----------------------------------- | ----------------------------------- | ----------------------------------- | ----------------------------------- |
| 1                                   | Michael Puschacher                  | KAC                                 | 22                                  | 1278                                | 48                                  | 2,25                                | 4                                   | 0                                   | 4                                   |
| 2                                   | Mike O’Neill                        | VSV                                 | 31                                  | 1719                                | 70                                  | 2,44                                | 1                                   | 0                                   | 0                                   |
| 3                                   | Reinhard Divis                      | VEU                                 | 30                                  | 1770                                | 75                                  | 2,54                                | 4                                   | 0                                   | 4                                   |
| 4                                   | Fredrik Andersson                   | WEV                                 | 29                                  | 1571                                | 79                                  | 3,02                                | 2                                   | 0                                   | 6                                   |
| 5                                   | Gaber Glavič                        | Jesenice                            | 20                                  | 1165                                | 69                                  | 3,55                                | 0                                   | 0                                   | 25                                  |
| 6                                   | Trevor Prior                        | Bozen                               | 35                                  | 2113                                | 129                                 | 3,66                                | 0                                   | 0                                   | 4                                   |
| 7                                   | Klemen Mohorič                      | Ljubljana                           | 21                                  | 1143                                | 73                                  | 3,83                                | 1                                   | 0                                   | 0                                   |
| 8                                   | Åke Lilljebjörn                     | Meran                               | 32                                  | 1896                                | 130                                 | 4,11                                | 1                                   | 0                                   | 4                                   |
| 9                                   | Mike Torchia                        | Asiago                              | 30                                  | 1775                                | 130                                 | 4,39                                | 1                                   | 3                                   | 2                                   |
| 10                                  | Piero Greco                         | Sterzing                            | 24                                  | 1412                                | 107                                 | 4,55                                | 0                                   | 0                                   | 4                                   |
| 11                                  | Andrea Carpano                      | Fassa                               | 29                                  | 1724                                | 131                                 | 4,56                                | 0                                   | 0                                   | 6                                   |
| 12                                  | Harald Golser                       | Bruneck                             | 21                                  | 1188                                | 99                                  | 5,00                                | 0                                   | 0                                   | 39                                  |
| 13                                  | Diego Riva                          | Alleghe                             | 26                                  | 1411                                | 122                                 | 5,19                                | 0                                   | 0                                   | 10                                  |
| 14                                  | Anže Ulčar                          | Bled                                | 20                                  | 1159                                | 125                                 | 6,47                                | 0                                   | 1                                   | 8                                   |
| 15                                  | Carlo Giovinazzi                    | Courmaosta                          | 23                                  | 1338                                | 161                                 | 7,22                                | 0                                   | 0                                   | 0                                   |